# Manoir de Tréviantec
Le manoir de Treviantec est situé à Saint-Avé en France.

## Localisation
Le manoir est situé sur le territoire de la commune de Saint-Avé, au lieu-dit Treviantec, dans le département du Morbihan en région Bretagne.

## Description
Le manoir date des XVIe et XVIIe siècles, le  corps de logis principal central à un étage carré et comble à surcroît en moellon, couvert en ardoise, pignons découvert à l'ouest, à ruellée à l'est, tour d'escalier postérieure couverte en pavillon raccordée par noue, appentis postérieur couvert en appentis ; partie est en moellon, un étage carré. . Toiture à longs pans recouverte d'ardoises, pignon couvert, pavillon antérieur en moellon, un étage carré et comble à surcroît, toit en pavillon ; colombier en moellon couvert en ardoise. 

## Historique
Le manoir mentionné dès 1427 sous le nom de Creffbuendec, appartenant à la famille d'Arz. Logis principal du milieu du XVIe siècle. Partie est du logis construite en deux campagnes des XVIe et XVIIe siècles. Important remaniement à la fin du XIXe siècle : agrandissement vers l'ouest avec tour hors-œuvre, appentis ajouté au nord, joignant la tour d'escalier, construction d'un pavillon hors-œuvre à l'est plaquée sur la partie du XVIIe siècle, surélévation de la tour d'escalier, ouverture d'une baie au rez-de-chaussée de l'élévation antérieure.
Il est inscrit à l'inventaire général du patrimoine culturel.